# Pâte-sur-pâte
La technique du pâte-sur-pâte, aussi appelée pâte rapportée, est utilisée pour la facture de porcelaine. Elle consiste à décorer une pièce colorée cuite au préalable avec de la barbotine blanche appliquée en couches successives, et modelée pour créer un dessin en relief. Après cuisson, l´effet est semblable à celui d´un camée, avec en plus des effets de transparence.

## Origines auXIXesiècle

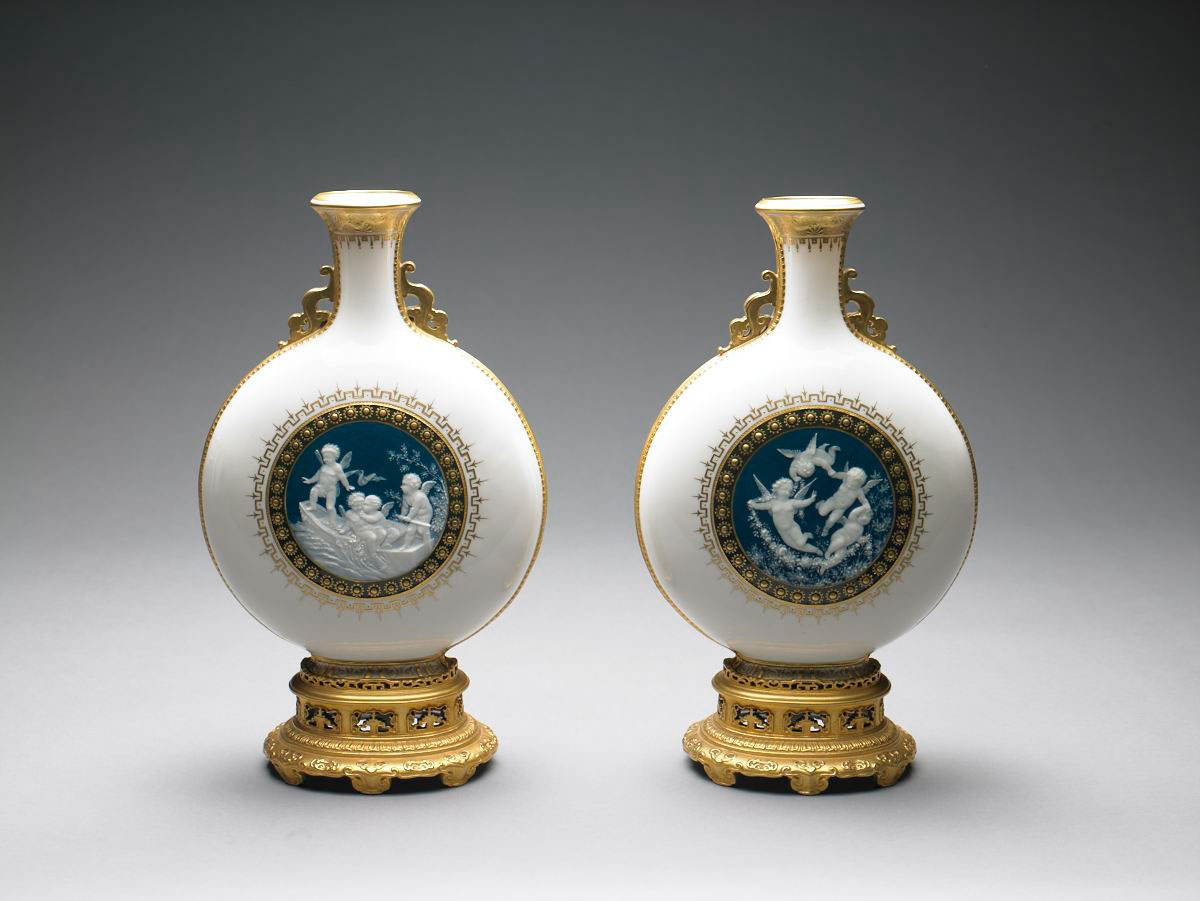
Décoration en pâte-sur-pâte de Henry Hollins, un ancien apprenti de Marc-Louis Solon, sur deux vases Mintons, vers 1882 (Birmingham Museum of Art)

Le développement de la pâte-sur-pâte remonte à 1850 en France à la suite d'un accident à la Manufacture nationale de Sèvres. Mr. Fishback, céramiste à la manufacture nationale de Sèvres, essayait de reproduire une technique décorative observée sur un vase chinois, mais il n´y arrive pas exactement et son expérience débouche sur ce qui deviendra le pâte-sur-pâte.
L´un des artistes les plus renommés pour sa maîtrise de cette technique est Marc-Louis Solon, qui en perfectionna le procédé à Sèvres puis à la manufacture Mintons et fut durant toute sa vie l´artiste référence en la matière. 
Avant d´avoir eu connaissance du procédé de pâte-sur-pâte, les réalisations de Solon ont marqué le directeur artistique de Sèvres, qui lui propose alors un poste à la manufacture nationale. Il y rencontre le directeur H. Regnault, et Gelly avec qui il travaille sur ce tout nouveau procédé, qui en était alors encore à ses débuts.
De nombreux moyens sont mis à leur disposition pour se perfectionner, et ils ne manquent ni de temps ni d´argent, ce qui est un véritable luxe dans une telle industrie.
D´autre part, Solon crée quelques pièces durant son temps libre qu´il signe sous le pseudonyme "Milès" en collaboration avec Eugène Rousseau, et dont on peut admirer auourd´hui encore grand nombre au Victoria and Albert Museum ainsi qu´au sein de la collection de l´ancien musée Minton.
La guerre franco-allemande de 1870 pousse Solon à émigrer en Angleterre, où il rejoint la manufacture Mintons à Stoke-on-Trent, qui employait déjà beaucoup d´artistes étrangers comme son directeur artistique Léon Arnoux, ou encore le sculpteur français Albert-Ernest Carrier-Belleuse. Solon forme des apprentis à la technique du pâte-sur-pâte, comme Frederick Alfred Rhead, Henry Hollins etc. Ils furent l´âge d´or du pâte-sur-pâte dans le Staffordshire jusqu´au début du XXe siècle.

## Production aux États-Unis
Taxile Doat a exporté cette technique aux États-Unis.